# Kostadinovac (Serbia)
Kostadinovac (cyr. Костадиновац) – wieś w Serbii, w okręgu niszawskim, w gminie Merošina. W 2011 roku liczyła 254 mieszkańców.